# Taichirō Hirokawa
Taichirō Hirokawa, (広川 太一郎, Hirokawa Taichirō), född 15 februari 1940 i Tokyo, Japan, död 3 mars 2008 i Shibuya (cancer), var en japansk röstskådespelare och berättare. Han dubbade anime-serier men även kända skådespelares rollfigurer.

## Roller

### Dubbning

#### Tony Curtis
- I hetaste laget
- The Great Race
- Spartacus
- Sweet Smell of Success (första gången att dubba Curtis)
- Snobbar som jobbar
- The Defiant Ones
- Vega$

#### Robert Redford
- Butch Cassidy och Sundance Kid
- Den store Gatsby
- Spy Game (TV Tokyo-versionen)
- Alla presidentens män (TBS-versionen)
- En bro för mycket (NTV-versionen)
- En tavla för mycket (TV Tokyo-versionen)

#### Roger Moore
- The Cannonball Run
- Leva och låta dö
- Mannen med den gyllene pistolen
- Älskade spion
- Moonraker
- Ur dödlig synvinkel
- Octopussy
- Levande måltavla

#### Dan Aykroyd
- Ombytta roller
- Ghostbusters - Spökligan
- Ghostbusters 2
- Dragnet

#### Michael Hui
- Mister Boo series
- Rob-B-Hood

#### Övrigt
- Läderlappen (Batman/Adam West)
- I hennes majestäts hemliga tjänst (James Bond/George Lazenby)
- Monty Pythons flygande cirkus och Monty Pythons galna värld (Eric Idle)
- Det våras för Frankenstein (Frederick Frankenstein/Gene Wilder)

### Spelfilmer
- Otoko wa tsurai yo (Sakuras pojkvän)
- Ninja Yabutai Gekkou (Tsukiaki)
- Warau Mikaeru (Narration)
- Juken Sentai Gekiranger (röst till Tabu)

### Radio
- Otoko-tachi no yoru kana
- Edogawa Ranpo-serier som Kogoro Akechi
- Hoshi e Iku fune

### Anime
- Ashita no Joe (Carlos Rivera)
- Anderson Monogatari (Ibu)
- Space Battleship Yamato Series (Mamoru Kodai)
- Captain Future (Captain Future)
- Kyoujin no Hoshi (Nishioka)
- Superman (Superman)
- Soreike! Anpanman (Hamled)
- Vicky the Viking (Snope)
- Wacky Races (Kizatoto-kun (Peter Perfect))
- Tensai Bakabon
- Miracle Girls (Narration)
- Tove Jasson no Tanoshii Mūmin Ikka (Snorken)
- Sherlock Hund (Holmes)
- Mezzo (Kenichi Kurokawa)
- La Seine no Hoshi (The Black Tulip, berättare)
- Pokémon Heroes (Announcer)
- Saint Seiya: Legend of Crimson Youth (Abel)